# Destin Onka Malonga
Destin Onka Malonga (16 de marzo de 1988, Brazzaville - 31 de julio de 2016, Vallon-Pont-d'Arc) fue un futbolista congoleño que jugaba en la demarcación de portero.

## Biografía

### Muerte
Falleció en 31 de julio del 2016 en un accidente mientras practicaba canoa en el entrenamiento del Alès, en Vallon-Pont-d'Arc, a los 28 años.

## Selección nacional
Empezó a jugar con la selección de fútbol sub-20 del Congo, con la que llegó a disputar cuatro partidos, entre ellos de la Copa Mundial Sub-20 de Fútbol de 2007, donde ayudó al equipo a llegar a segunda ronda. Además ganó la Campeonato Juvenil Africano de 2007. Finalmente en 2009 hizo su debut con la selección absoluta. Fue el 14 de noviembre en un partido amistoso contra Angola que finalizó con un resultado de empate a uno tras los goles de Flávio Amado por parte de Angola, y de Ladislas Douniama por parte del Congo.

## Clubes
| Club           | País                | Año         | Partidos | Goles |
| -------------- | ------------------- | ----------- | -------- | ----- |
| Diables Noirs  | República del Congo | 2006 - 2007 |          | 0     |
| ACNFF          | República del Congo | 2007 - 2008 |          | 0     |
| Diables Noirs  | República del Congo | 2008        |          | 0     |
| MSP Batna      | Argelia             | 2008 - 2010 | 20       | 0     |
| AS Contres     | Francia             | 2010 - 2011 |          | 0     |
| AF Lozère      | Francia             | 2011 - 2015 |          | 0     |
| Olympique Alès | Francia             | 2015 - 2016 | 22       | 0     |

## Palmarés

### Campeonatos internacionales
| Título                      | Club                                 | País                | Año  |
| --------------------------- | ------------------------------------ | ------------------- | ---- |
| Campeonato Juvenil Africano | Selección de fútbol sub-20 del Congo | República del Congo | 2007 |